# Noordelijke landschapsstijl
De noordelijke landschapsstijl was een stijl binnen de shan shui-schilderkunst die in de periode van de Vijf Dynastieën (907–960) in Noord-China tot ontwikkeling kwam. Hiertoe behoorde de Li-Guo-school, die in de vroege Song-periode tot de belangrijkste Chinese schildersstromingen behoorde.
De noordelijke landschapsstijl kenmerkt zich door de hoog oprijzende bergen in krachtige zwarte lijnen. De zuidelijke landschapsstijl daarentegen onderscheidt zich door vloeiende heuvellijnen in zacht aangezette penseelstreken.

## Geschiedenis
De shan shui-traditie kwam in de Tang-periode tot bloei. Jing Hao (ca. 880–940) wordt beschouwd als de grondlegger van de noordelijke landschapsstijl. In navolging van Wang Wei (699–759) gebruikte hij gewassen inkt voor zijn landschappen. In krachtige penseelstreken schilderde hij de ruige, hoog oprijzende bergen van Shaanxi. Hierbij trachtte Jing de unieke schoonheid van het landschap natuurgetrouw weer te geven. Jings leerling Guan Tong (10e eeuw) onderscheidde zich van zijn meester door simpelere lijnvoeringen en minder complexe composities. Voor hoekige rotspartijen gebruikte hij abrupt afgebroken penseelstreken.

### Li-Guo-school
Een andere belangrijke vertegenwoordiger van de noordelijke landschapsstijl was Li Cheng (919–967). Aanvankelijk werkte hij in de stijl van Jing en Guan, maar later ontwikkelde hij een eigen stijl van atmosferische, weidse landschappen, uitgevoerd in sterk verdunde inktwassingen. Deze techniek vond navolging bij Guo Xi (ca. 1020–ca. 1090), een hofschilder van keizer Song Shenzong. De twee schilders waren de grondleggers van de Li-Guo-school, die door de keizer werd bestempeld als de nationale landschapsstijl.

### Andere vertegenwoordigers
Fan Kuan (ca. 960–1030) modelleerde zijn eerste werken naar de stijl van Li, maar koos later de natuur als zijn leermeester. Hij bracht zijn verdere leven grotendeels door in het Qiantanggebergte van Shanxi. Ook Xu Daoning (ca. 970–1052) maakte zijn eerste werken in Li's schildersstijl. Andere belangrijke vertegenwoordigers van de landschapsstijl waren onder andere Yan Wengui (967–1044) en zijn leerling Qu Ding (ca. 1023–ca. 1056).